# Браун, Роджер (баскетболист, 1950)
Уолтер Роджер Браун (англ. Walter Roger Brown; родился 23 февраля 1950 года, Чикаго, штат Иллинойс, США) — американский профессиональный баскетболист, играл в Американской баскетбольной ассоциации, где провёл три неполных из девяти сезонов её существования, а также ещё три неполных сезона в Национальной баскетбольной ассоциации. Помимо того успел поиграть в ЗБА, где стал чемпионом в её единственном сезоне 1978/1979 годов в составе команды «Тусон Ганнерс».

## Ранние годы
Роджер Браун родился 23 февраля 1950 года в Чикаго (штат Иллинойс), там посещал техническую подготовительную академию Энглвуда, одного из районов Чикаго, в которой играл за местную баскетбольную команду.

## Статистика

### Статистика в НБА
| Сезон                                                                                    | Команда | Регулярный сезон | Регулярный сезон | Регулярный сезон | Регулярный сезон | Регулярный сезон | Регулярный сезон | Регулярный сезон | Регулярный сезон | Регулярный сезон | Регулярный сезон | Регулярный сезон | Серия плей-офф | Серия плей-офф | Серия плей-офф | Серия плей-офф | Серия плей-офф | Серия плей-офф | Серия плей-офф | Серия плей-офф | Серия плей-офф | Серия плей-офф | Серия плей-офф |
| Сезон                                                                                    | Команда | GP               | GS               | MPG              | FG%              | 3P%              | FT%              | RPG              | APG              | SPG              | BPG              | PPG              | GP             | GS             | MPG            | FG%            | 3P%            | FT%            | RPG            | APG            | SPG            | BPG            | PPG            |
| ---------------------------------------------------------------------------------------- | ------- | ---------------- | ---------------- | ---------------- | ---------------- | ---------------- | ---------------- | ---------------- | ---------------- | ---------------- | ---------------- | ---------------- | -------------- | -------------- | -------------- | -------------- | -------------- | -------------- | -------------- | -------------- | -------------- | -------------- | -------------- |
| 1972/73                                                                                  | Лейкерс | 1                |                  | 5,0              | -                |                  | 33,3             | 0,0              | 0,0              |                  |                  | 1,0              | Не участвовал  | Не участвовал  | Не участвовал  | Не участвовал  | Не участвовал  | Не участвовал  | Не участвовал  | Не участвовал  | Не участвовал  | Не участвовал  | Не участвовал  |
| 1975/76                                                                                  | Детройт | 29               |                  | 15,7             | 40,3             |                  | 77,8             | 4,5              | 0,4              | 0,2              | 0,9              | 2,5              | 9              |                | 5,7            | 44,4           |                | 50,0           | 1,6            | 0,2            | 0,0            | 0,1            | 1,1            |
| 1976/77                                                                                  | Детройт | 43               |                  | 7,5              | 37,5             |                  | 69,2             | 2,1              | 0,3              | 0,3              | 0,4              | 1,4              | 2              |                | 2,5            | 0,0            |                | -              | 0,0            | 0,0            | 0,0            | 0,5            | 0,0            |
| 1979/80                                                                                  | Чикаго  | 4                |                  | 9,3              | 33,3             | -                | -                | 2,5              | 0,3              | 0,0              | 0,8              | 0,5              | Не участвовал  | Не участвовал  | Не участвовал  | Не участвовал  | Не участвовал  | Не участвовал  | Не участвовал  | Не участвовал  | Не участвовал  | Не участвовал  | Не участвовал  |
|                                                                                          | Всего   | 77               |                  | 10,6             | 38,9             | -                | 70,2             | 3,0              | 0,3              | 0,3              | 0,6              | 1,8              | 11             |                | 5,1            | 40,0           |                | 50,0           | 1,3            | 0,2            | 0,0            | 0,2            | 0,9            |
| Наведите курсор мыши на аббревиатуры в заголовке таблицы, чтобы прочесть их расшифровку. |         |                  |                  |                  |                  |                  |                  |                  |                  |                  |                  |                  |                |                |                |                |                |                |                |                |                |                |                |